# روز و شب
روز و شب (به انگلیسی: Day & Night) نام انیمیشنی کوتاه محصول پیکسار می‌باشد که توسط تدی نیوتن کارگردانی شده است. این انیمیشن قبل از انیمیشن بلند و موفق داستان اسباب‌بازی ۳ و برای خرید در ایالات متحده آمریکا روی آی تونز قرار گرفت.
بر خلاف انیمیشن‌های کوتاه سابق پیکسار، این انیمیشن ترکیبی از عناصر ۲ بعدی و ۳ بعدی است و تهیه‌کننده انیمیشن اوج (بالا) دان شنک می‌گوید:این انیمیشن «محصولی متمایز از محصولات سابق پیکسار» است.
این انیمیشن هم چنین نامزد دریافت اسکار بهترین انیمیشن کوتاه سال ۲۰۱۱ شد.